# Topana cincticornis
Topana cincticornis är en insektsart som först beskrevs av Carl Stål 1873.  Topana cincticornis ingår i släktet Topana och familjen vårtbitare. Inga underarter finns listade i Catalogue of Life.